# Шейн, Дональд
Чарльз Дональд Шейн (англ. Charles Donald Shane; 6 сентября 1895 — 19 марта 1983) — американский астроном, директор Ликской обсерватории Калифорнийского университета с 1945 по 1958 год, в течение которых он выполнял свою монументальную программу подсчёта внешних галактик и исследования их распределения. 
В 1920 году Шейн получил докторскую степень по астрономии в Калифорнийском университете в Беркли и был назначен там инструктором по математике. 
Шейн был вторым президентом Ассоциации университетов по исследованию в области астрономии и сыграл важную роль в создании Межамериканской обсерватории Серро-Тололо, а также в планировании и строительстве первых телескопов и зданий Национальной обсерватории Китт-Пик.
Телескоп Дональда Шейна в Ликской обсерватории был назван в его честь в 1978.
Также в его честь назван астероид 1994 Шейн
.